# Наймарк Ігор Аронович

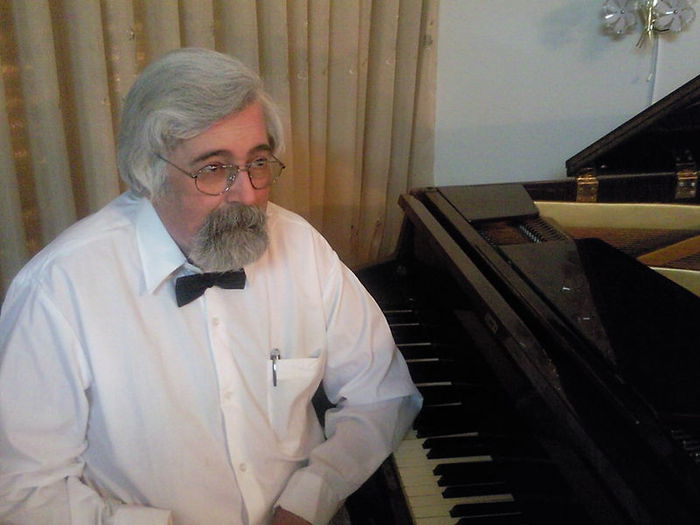
І. А. Наймарк (2013)

Ігор Аронович Наймарк (24 липня 1955, Харків — 26 січня 2017, Рішон-ле-Ціон) — радянський та ізраїльський піаніст, педагог, композитор-аранжувальник.

## Біографія
Музиці навчався з п'яти років (віолончель, фортепіано). У 1962—1973 навчався в Харківській середній спеціальній музичній школі по класу Н. Ю. Гольдінгер та професора Б. О. Скловського. Паралельно в Москві брав уроки у Д.Башкірова в 70-х роках.
У 1973—1975 навчався в Московській консерваторії по класу Я. І. Зака, в 1975 через проблеми з московським КДБ повернувся в Україну.
У 1979 закінчив Харківський інститут мистецтв по класу М. О. Ещенко (вчився також у Ю. А. Смірнова, Р. С. Горовиць).
У 1979—1980 грав в оркестрі Воєнної інженерної радиотехнічної академії протиповітряної оборони ім. Л. О. Говорова.
У 1980—1982 — асистент кафедри спеціального фортепіано Харківського інституту мистецтв, соліст Харківської філармонії.
У 1982—1984 — соліст Бєлгородської філармонії.
В 1984—1986 — соліст Кіровоградської філармонії.
В 1987—1990 — соліст Білоруської державної філармонії (Мінськ).
З 1991 мешкав в Ізраїлі (м. Сдерот, потім м. Рішон-ле-Ціон), викладав в Тель-Авівській Академії музики. Концертував в країнах Європи та Америки. Виступав також як джазовий імпровізатор.

## Нагороди на конкурсах і фестивалях
- Конкурс імені М. В. Лисенка (1979, Львів, 1 премія).
- Всесоюзний конкурс піаністів (1984, Сочі).
- Фестиваль « Червона гвоздика» (1989, «Золоте кільце Росії»).